# NGC 1247
NGC 1247 (другие обозначения — MCG −2-9-14, UGCA 58, FGC 396, IRAS03098-1040, PGC 11931) — спиральная галактика (Sbc) в созвездии Эридана. Открыта Уильямом Гершелем в 1798 году. Описание Дрейера: «тусклый, довольно крупный, вытянутый в позиционном угле 80° объект».
Этот объект входит в число перечисленных в оригинальной редакции «Нового общего каталога».
Галактика наблюдается почти с ребра и в ней заметно искривление тонкого диска. Оно, вероятно, вызвано гравитационным взаимодействием галактики в группе.
Галактика NGC 1247 входит в состав группы галактик NGC 1241. Помимо NGC 1247 в группу также входят NGC 1241, NGC 1242, MGC -2-9-6, PGC 11824, MK 1071 и PGC 11937.
На фотографиях NGC 1247 видна как спиральная галактика, обращённая к нам краем диска, с немного более ярким ядром и менее яркой периферией. Визуально в любительский телескоп она видна как довольно тусклый объект в виде вытянутого пятна света равномерной яркости, ориентированного в направлении с восток-северо-востока на запад-юго-запад и умеренно хорошо очерченного. Радиальная скорость: 3900 км/с. Расстояние: 173 млн световых лет. Диаметр: 198 тыс. световых лет.
На расстоянии 2,75 минуты к юго-востоку от NGC 1247 находится небольшая компактная маркаряновская галактика Mrk 1071. Их радиальные скорости близки, поэтому, вероятно, они являются взаимодействующей парой.